# بهادر زمانی
بهادر زمانی (زاده ۱۸ آذر ۱۳۶۳) بازیگر و کارگردان اهل ایران است. او با بازی در فیلم رستاخیز (۱۳۹۱) در نقش عباس بن علی به شهرت رسید. 

## زندگی
وی فارغ‌التحصیل لیسانس رشته کارگردانی سینما و لیسانس صنعت گردشگری و توریسم می‌باشد که از گرافیک و موسیقی تا مدیریت گالری و نویسندگی فعالیت دارد. اولین بار در سال ۱۳۸۴ وقتی ۲۱ ساله بود با فیلم «جنایت و جنحه» به کارگردانی حمیدرضا محسنی جلوی دوربین رفت.

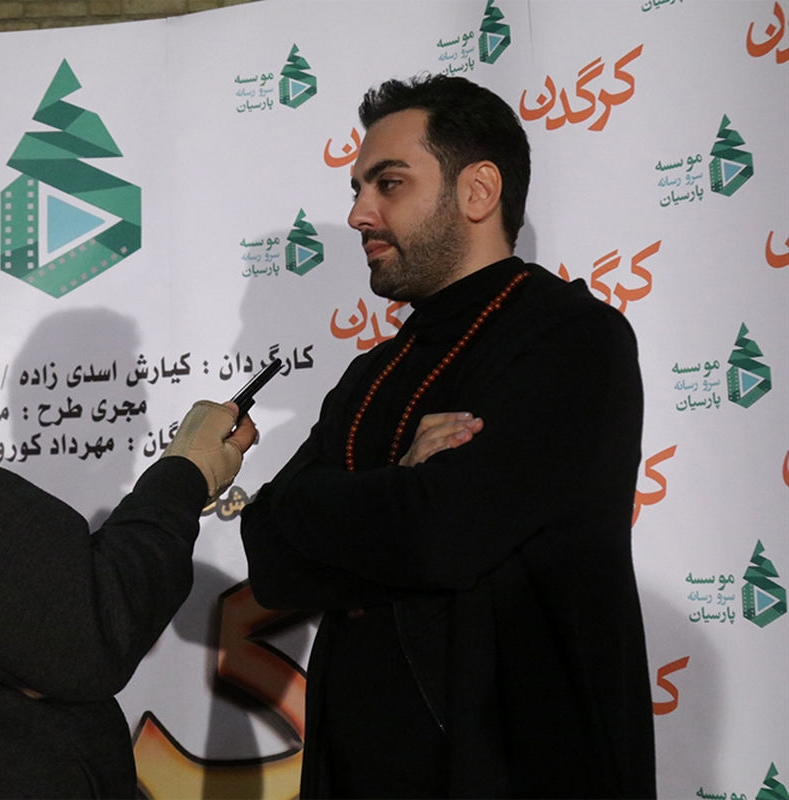
زمانی در سال ۱۳۹۸

زمانی در سال ۱۳۸۹ در فیلم رستاخیز ساخته احمدرضا درویش نقش عباس بن علی را به تصویر کشید که با واکنش مراجع تقلید جلوی اکران آن بارها گرفته شد، به واسطه حواشی‌های فراوان این فیلم او بیش از پیش شناخته شد. به گفته خودش در جشنواره فجر مورد حمله قرار گرفت و بارها برای ایفای این نقش سرزنش و ناسزا شنیده است. از دیگر آثار مهم او بازی در مجوعه‌های کرگدن و قطب شمال در نمایش خانگی و یاور در تلویزیون است. او با فیلم برکه خاموش برنده جایزه جشنواره سانداسکرین ایتالیا شد. بهادر زمانی بازیگر نقش سهراب در سریال سوجان است که یکی از نقش‌های اصلی مجموعه را برعهده دارد.

## فیلم‌شناسی

### بازیگری

#### سینما
| سال  | عنوان        | کارگردان        | نقش         |
| ---- | ------------ | --------------- | ----------- |
| ۱۳۹۱ | رستاخیز      | احمدرضا درویش   | عباس بن علی |
| ۱۳۹۰ | قلاده‌های طلا | ابوالقاسم طالبی |             |
| ۱۳۸۴ | جنایت و جنحه | حمیدرضا محسنی   |             |

#### تلویزیون
| سال  | نام                    | کارگردان         | شبکه       | نقش              |
| ---- | ---------------------- | ---------------- | ---------- | ---------------- |
| ۱۳۸۶ | تله فیلم چشمان اسماعیل | کاظم راست‌گفتار   | شبکه سه    |                  |
| ۱۳۹۴ | تنهایی لیلا            | محمدحسین لطیفی   | شبکه سه    | رضا              |
| ۱۳۹۷ | تله فیلم جان لیلی      | کرامت پورشهسواری | شبکه سه    |                  |
| ۱۳۹۷ | تله فیلم گیت           |                  | شبکه تهران |                  |
| ۱۳۹۸ | کرگدن                  | کیارش اسدی‌زاده   | فیلیمو     | پویا سرمدی       |
| ۱۴۰۰ | یاور                   | سعید سلطانی      | شبکه سه    | علیرضا طواف زاده |
| ۱۴۰۳ | قطب شمال               | امین محمودی یکتا | فیلیمو     | همایون           |
| ۱۴۰۳ | سوجان                  | حسین تبریزی      | شبکه یک    | سهراب            |

### کارگردانی
- فیلم کوتاه سایاچی (۱۳۹۰)
- گویندگی در رادیو هفت (۹۱ – ۱۳۹۰)
- فیلم کوتاه فکتس (۱۳۹۱)
- فیلم کوتاه بیش از گام (۱۳۹۲)
- فیلم کوتاه سفید (۱۳۹۳)
- فیلم سینمایی میرقاسم (۱۳۹۶)
- فیلم سینمایی برکه خاموش (۱۴۰۱)
- فیلم کوتاه ایما (۱۴۰۲)
- فیلم کوتاه دی ان ای (۱۴۰۳)
- فیلم کوتاه منفی ۱۲ (۱۴۰۳)